# سيد أحمد بن عمارة
 سيد أحمد بن عمارة (1973 الجزائر) هو لاعب كرة قدم جزائري.

## مسيرته الكروية
لعب سيد أحمد بن عمارة خلال مسيرته الاحترافية مع نادِ واحدٍ في موسمين ولم سجل خلالها أي هدف ضمن 17 مباراة. ولم يفوز بأي موسم بالكأس أو بالدوري.
خاض سيد أحمد بن عمارة مسيرته مع نادي شبيبة بجاية في موسم 2002–03 ولمدة موسمين، مشاركًا في 17 مباراة ولم يسجل أي هدف.

## روابط خارجية
- سيد أحمد بن عمارة على موقع قاعدة بيانات كرة القدم.إي يو (الإنجليزية)
- سيد أحمد بن عمارة على موقع ناشيونال فوتبول تيمز (الإنجليزية)